# Grote Prijs Stad Zottegem 2018
Il Grote Prijs Stad Zottegem 2018, ottantatreesima edizione della corsa e valida come evento dell'UCI Europe Tour 2018 categoria 1.1, si svolse il 21 agosto 2018 su un percorso di 202,7 km. La vittoria fu appannaggio del belga Jérôme Baugnies che terminò la gara in 4h38'47", alla media di 43,63 km/h, precedendo il connazionale Aimé De Gendt e il danese Lasse Norman Hansen.
Al traguardo 64 ciclisti completarono la gara.

## Squadre e corridori partecipanti
| N.    | Cod. | Squadra                      |
| ----- | ---- | ---------------------------- |
| 1-7   | ABS  | Aqua Blue Sport              |
| 11-17 | CCC  | CCC Sprandi Polkowice        |
| 21-27 | ICA  | Israel Cycling Academy       |
| 31-36 | RNL  | Roompot-Nederlandse Loterij  |
| 41-47 | SVB  | Sport Vlaanderen-Baloise     |
| 51-57 | VWC  | Veranda's Willems-Crelan     |
| 61-67 | WGG  | Wanty-Groupe Gobert          |
| 71-77 | WVA  | WB Aqua Protect Veranclassic |
| 81-87 | BCC  | Beat Cycling Club            |
| 91-97 | DHB  | Canyon Eisberg               |

| N.      | Cod. | Squadra                         |
| ------- | ---- | ------------------------------- |
| 101-107 | CIB  | Cibel-Cebon                     |
| 111-117 | TJI  | Joker Icopal                    |
| 121-127 | MGT  | Madison Genesis                 |
| 131-137 | MET  | Metec-TKH p/b Mantel            |
| 141-147 | RIW  | Riwal CeramicSpeed Cycling Team |
| 151-157 | PCW  | T.Palm-Pôle Continental Wallon  |
| 161-167 | TIS  | Tarteletto-Isorex               |
| 171-177 | CCD  | Differdange-Losch               |
| 181-187 | TVC  | Virtu Cycling                   |
| 191-197 | WGN  | Team Wiggins                    |

## Ordine d'arrivo (Top 10)
| Pos. | Corridore           | Squadra       | Tempo    |
| ---- | ------------------- | ------------- | -------- |
| 1    | Jérôme Baugnies     | Wanty         | 4h38'47" |
| 2    | Aimé De Gendt       | S. Vlaanderen | s.t.     |
| 3    | Lasse Norman Hansen | Aqua Blue     | a 11"    |
| 4    | Floris Gerts        | Roompot       | a 21"    |
| 5    | Kevyn Ista          | WB Aqua P.    | a 30"    |
| 6    | Paweł Bernas        | CCC Sprandi   | a 55"    |
| 7    | Kevin Deltombe      | S. Vlaanderen | a 1'09"  |
| 8    | Huub Duyn           | Veranda's     | a 1'19"  |
| 9    | Jeroen Meijers      | Roompot       | s.t.     |
| 10   | Jonas Koch          | CCC Sprandi   | a 1'22"  |